# Куєвда Володимир Терентійович

Володимир Куєвда (перший праворуч) серед номінантів і лавреатів шорічного конкурсу ТУМ Київського національного університету ім. Т. Г. Шевченка на екскурсії в Лінгвістичному музеї університету.

Володи́мир Тере́нтійович Кує́вда (*22 листопада 1944, с. Засупоївка Яготинського району Київської обл. — †26 січня 2011, м.Київ) — український етнопсихолог, етнограф, педагог та громадський діяч. Дослідник феномену історичної пам'яті як теоретичної проблеми.

## Біографічні відомості
Народився в родині Терентія Івановича та Євгенії Михайлівни Куєвд. Закінчив філологічний факультет Київського державного університету ім. Т. Шевченка.
Працював у Товаристві «Знання» України. Був першим заступником голови Товариства української мови ім. Т. Шевченка (1990—1992), членом ради Товариства української мови Київського національного університету ім. Т. Шевченка (2001—2011). Член НТШ. Кандидат психологічних наук (з 1999). Очолював лабораторію історії психології ім. В. А. Роменця Інституту психології ім. Г. Костюка АПН України (з 2004).
Похований у с. Мархалівка Васильківського району Київської обл.

## Творчість
1999 р. захистив кандидатську дисертацію на тему «Традиційність як фактор психічної детермінації поведінки людини» під керівництвом д. ф. н., дійсного члена АПН України проф. В. А. Роменця. У дисертації стверджувалася думка про традиційність як психологічний чинник, що обумовлює як психічний розвиток окремої людини, так і стереотипи поведінки, етносоціальні настанови та ментальні вияви цілого етносу. По-новому осмислювався психолого-соціальний механізм успадкування етнокультурного досвіду, роль родинно-побутової обрядовості в цьому процесі.
Автор численних праць, присвячених проблемам формування світоглядно-ціннісних орієнтацій, історичної пам'яті та етнонаціональної свідомості. Науковим підсумком його життя стала монографія «Міфологічні джерела української етнокультурної моделі: психологічний аспект».
Аналізував феномен історичної пам'яті як теоретичної проблеми, її роль у формуванні світоглядних орієнтацій та національної свідомості. Розглядав історичну пам'ять як об'єкт ідеологічних маніпуляцій, проєкції міфологічних джерел на етносвідомість українців, мотиваційно-вольові характеристики Українських визвольних змагань. Сміливо аналізував психологію героїки й відступництва в українській історії.
Окрема тема — дослідження формування національної свідомості особового складу Українського війська.

## Праці

«Міфологічні джерела української етнокультурної моделі: психологічний аспект» (2007)

- Свято в нашому домі / Упор. В. Ю. Келембетова. — К.: Реклама, 1981. — 120 с.: іл. (співавтор)
- Краса нових обрядів: Фотоальбом. — К.: Політвидав України, 1983. — 178 с.: іл. (у співавторстві з В. Ю. Келембетовою)
- Традиційність як спосіб буття людини. — К.: Знання, 1998. — 23 с.
- Традиційність як фактор психічної детермінації поведінки людини: Автореф. дис… канд. психол. наук: 19.00.01 / Інститут психології ім. Г. С. Костюка АПН України. — К., 1999. — 17 с.
- Міфологічні джерела української етнокультурної моделі: Психологічний аспект [Архівовано 9 серпня 2014 у Wayback Machine.]. — Донецьк: Укр. культуролог. центр, Донецьке відділ. НТШ, 2007. — 264 с.
- Джерела формування та історія утвердження предметної галузі української психології. — К.: Педагогічна думка, 2008. — 224 с. (співавтор)
- Світотворчий міф і національна символіка [Архівовано 8 травня 2014 у Wayback Machine.]
- Психологія традиційної та корпоративної культур: антагонізм чи гармонія?
- Рух — вивільнення потенціалу національної свідомості [Архівовано 20 грудня 2013 у Wayback Machine.]
- Куєвда В. Т. Знищення ТУМу було першим потужнім ударом по національному рухові в Україні [Архівовано 26 травня 2015 у Wayback Machine.]

## Посмертні видання
- Історико-психологічна реконструкція психологічної думки в етнокультурному просторі України: монографія / В. Т. Куєвда, В. М. Лєтцев, В.Ф Литовський, А. М. Маслюк, Ю. Т. Рождєственський, В. В. Турбан, М.-Л. А. Чепа, В. В. Шусть. — Кіровоград, 2012. — 258 с. ISBN 978-966-189-135-6.
- Куєвда В. Т. Психологічні ретроспекції української етнокультурної моделі: монографія / [В. Т. Куєвда, Т. В. Ковтунович]: за ред. М.-Л. А. Чепи. — Кіровоград: Імекс-ЛТД, 2013. ISBN 978-966-189-222-3

## У мережі
- Історична пам'ять та етнокультура в державотворенні України
- Коваль Р. Прощай, Друже! Помер Володимир Куєвда [Архівовано 31 січня 2011 у Wayback Machine.]
- Пішов з життя Володимир Куєвда [Архівовано 5 березня 2016 у Wayback Machine.]
- Луняк Є., Шусть В. Український проповідник добра під знаком Сварги, слово на смерть Володимира Куєвди[недоступне посилання з липня 2019]
- Незабутні. Володимир Терентійович Куєвда[недоступне посилання з липня 2019]